# Kościół św. Michała Archanioła w Solnikach Wielkich
Kościół świętego Michała Archanioła w Solnikach Wielkich – rzymskokatolicki kościół parafialny należący do dekanatu Oleśnica Wschód archidiecezji wrocławskiej.
Pierwsze wzmianki o kościele pochodzą z 1335 r. Gotycka bryła została powiększona o wieżę w 1864, natomiast przebudowa świątyni odbyła się w 1888 r.  Kościół orientowany, jednonawowy, z węższym prostokątnym prezbiterium, oskarpowanym diagonalnie na narożach, z wieżą od zachodu. Na wyposażeniu zachował się późnobarokowy ołtarz z II połowy XVIII w..
Kościół umiejscowiony jest w centralnym punkcie wsi, bezpośrednio przy nim przebiega DW451.